# Körperwiderstand
In der Elektrotechnik wird unter dem Körperwiderstand der elektrische Widerstand eines menschlichen oder tierischen Körpers verstanden. Dieser Widerstand bestimmt zu einem wesentlichen Teil die Grenzwerte zur Verhütung von Stromunfällen. Weitere Anwendungsbereiche der Messung des Körperwiderstandes liegen im Bereich von Körperfettwaagen und Lügendetektoren.

## Allgemeines
Der menschliche oder tierische Körper stellt einen Ionenleiter (Leiter 2. Art) dar. Der Körperwiderstand besteht aus dem Hautwiderstand und dem Widerstand des übrigen Körpers. Er ist ein komplexer Widerstand aus R und C und hängt von diversen Parametern wie unter anderem der angelegten Spannung, der Frequenz, der Kontaktfläche, dem Elektrodenort, dem Feuchtigkeitsgrad der Haut und der Stoffverteilung im Körperinneren ab. Mit steigender Spannung sinkt der Körperwiderstand, allerdings besteht kein linearer Zusammenhang zwischen der angelegten Spannung und dem daraus resultierenden Körperstrom. Aus diesem Grund sind Messungen und Schlussfolgerungen, die auf dem Körperwiderstand beruhen, mit großen Unsicherheiten und Fehlern behaftet. Messungen an trockener Haut führen – je nach verwendeten Parametern – zu relativ hohen Widerstandswerten bis über 1 MΩ; diese relativ hohen Widerstandswerte ergeben sich daraus, dass die obere Hautschicht als Isolator wirkt und somit einen hohen Widerstandswert verursacht. In Fachliteratur wird der Körperwiderstand mit etwa 500 Ω bis 1,3 kΩ angegeben. Beim Kontakt mit höheren Spannungen über 100 V wird die obere Hautschicht durchschlagen und bietet keinen Widerstand mehr.
Des Weiteren hängt der Körperwiderstand wesentlich von den Stromein- und -austrittpunkten am Körper ab, da sich dabei unterschiedlich lange Strompfade durch den Körper ergeben. Dazu kommt, dass der Körperwiderstand auch von Person zu Person, bei identischen äußeren Bedingungen, unterschiedlich ist und im Regelfall nur statistische Aussagen und Angaben von Mittelwerten möglich sind. Diverse Organisationen wie die  Berufsgenossenschaft Energie Textil Elektro Medienerzeugnisse führen zu diesem Thema regelmäßig statistische Studien durch und veröffentlichen diese.
Betrachtet man das Ersatzschaltbild, so erkennt man eine Reihenschaltung aus Kapazität (obere Hautschicht) gefolgt von einem ohmschen Widerstand (Inneres des Körpers), dem wiederum eine Kapazität folgt (obere Hautschicht). Der Körperwiderstand wird dann als Körperimpedanz, eine Form des Wechselstromwiderstands, bezeichnet. Bioelektrische Impedanzanalyse (Körperfettwaagen) und Impedanzkardiografie sind Beispiele für medizinische Anwendungen der Impedanzmessung.
Die Internationale Elektrotechnische Kommission veröffentlicht zu diesem Themengebiet als Normungsorganisation die IEC 60479-1 als Leitfaden.

## Geschichte
Erste Messungen zur Ermittlung des Körperwiderstandes zum Zweck der Unfallverhütung gehen auf Heinrich Freiberger zurück. Er veröffentlichte 1933 und 1934 die Ergebnisse systematisch ausgeführter Messungen bei unterschiedlichen Spannungen an lebenden Versuchspersonen bis zu 50 V und an Leichen mit und ohne Haut bei Spannungen bis zu 5 kV. Dabei hatte sich herausgestellt, dass der Körperwiderstand von Leichen wesentlich vom Körperwiderstand bei lebenden Personen abwich.
Daraus ergab sich das Problem, dass die Modellbildung über viele Jahrzehnte nicht auf gesicherte Daten basierte und Grenzwerte konservativ eher nach unten festgelegt wurden. Erste verlässliche Daten zu ermittelten Körperimpedanzen finden sich in den 1990er Jahren im IEC-Report 60479-1.

## Zahlenwerte
Umfangreiche Tabellen und Zahlenwerte zum Betrag der Körperimpedanz unter verschiedenen Bedingungen finden sich unter anderem in der IEC-Spezifikation 60479-1 und in Biegelmeier.
Zur Veranschaulichung, Zahlenwerte entnommen aus, wurden für die Gesamtkörperimpedanz, Stromweg zwischen Fingerspitze-Fingerspitze von einem Arm zum anderen, bei einem Anpressdruck von 22 N, einer Kontaktfläche von ca. 250 mm2, trockene Haut, Durchströmungsdauer 20 ms mit einer Wechselspannung mit 50 Hz und bei Einschaltzeitpunkt im Spannungsnulldurchgang folgende Betragswerte der Körperimpedanz als Funktion der effektiven Wechselspannung ermittelt:
| Spannung in V | Betrag der Körperimpedanz in kΩ |
| ------------- | ------------------------------- |
| 25            | 67,3                            |
| 50            | 44,9                            |
| 75            | 24,8                            |
| 100           | 10,9                            |
| 125           | 8                               |
| 150           | 5,2                             |
| 175           | 4,3                             |
| 200           | 3,8                             |